# أحمد حسنين (كرة القدم الأمريكية)
أحمد حسنين (من مواليد 9 يوليو 2002) هو لاعب كرة قدم مصري أمريكي محترف لفريق ديترويت ليونز في الدوري الوطني لكرة القدم (NFL).

## الحياة المبكرة والمدرسة الثانوية
ولد حسنين في الولايات المتحدة وانتقل إلى مصر في سن السادسة للعيش مع والده في القاهرة ، حيث شارك في الكروس فيت والمصارعة والملاكمة والسباحة.
في عام 2018 ، انتقل إلى أنهايم ، كاليفورنيا ، للعيش مع شقيقه ، مدرب كرة القدم الذي أقنعه بتجربة هذه الرياضة.
"أنقذني أخي"، قال حسنين لاحقا. "كنت في مصر أتصرف بطريقة واحدة وتغيرت حياتي وشخصيتي. لقد كنت أطحن وأعمل. أنا محظوظ ".
التحق حسنين بمدرسة لوارا الثانوية في أنهايم ، حيث تم تصنيفه على أنه مجند من فئة ثلاث نجوم.
في 16 ديسمبر 2020 ، وقع خطاب نوايا وطني للعب كرة القدم الجامعية لفريق Boise State Broncos.

## المسيرة الجامعية
في أول موسمين جماعيين له في عامي 2021 و 2022 ، ظهر حسنين في 21 مباراة وسجل 18 تدخلا مع اثنتين للخسارة ، وكيسين ، وتعثر قسري.
لقد أمضى موسما رائعا في عام 2023 ، حيث سجل 53 تدخلا مع 17 تدخلا للخسارة ، و 12.5 كيسا ، واثنين من التخبطات القسرية لفريق برونكو.
حصل حسنين على لقب الفريق الأول في مؤتمر All-Mountain West لعام 2023.
مع اقتراب موسم 2024 ، تم تعيينه كأحد قادة فريق برونكو.
في الأسبوع الثاني من موسم 2024 ، سجل حسنين كيسا ضد ولاية أوريغون.
في مباراته الجماعية الأخيرة ، 2024 Fiesta Bowl في ربع نهائي تصفيات كرة القدم الجامعية ، قام حسنين بعمل كيس وستة تدخلات (ثلاثة للخسارة).
أنهى العام بإجمالي 48 تدخلا ، و 16 تدخلا للخسارة ، و 9.5 كيسا ، وحصل على لقب الفريق الأول في مؤتمر All-Mountain West مرة أخرى لموسمه الأخير.
في 6 يناير 2024 ، أعلن حسنين عن مسودة اتحاد كرة القدم الأميركي لعام 2025.

### إحصائيات الكلية
| السنة | الفريق     | ألعاب         | ألعاب | يعالج  | يعالج | يعالج | يعالج | يتحسس     | يتحسس | يتحسس | يتحسس     | اعتراض         | اعتراض | اعتراض    | اعتراض |
| السنة | الفريق     | الممارس العام | مب    | منفردا | أست   | تفل   | سك    | وما يليها | الأب  | ياردة | الدفتيريا | كثافة العمليات | ياردة  | الدفتيريا | بي دي  |
| ----- | ---------- | ------------- | ----- | ------ | ----- | ----- | ----- | --------- | ----- | ----- | --------- | -------------- | ------ | --------- | ------ |
| 2021  | ولاية بويز | 9             | 5     | 4      | 1     | 0     | 0.0   | 0         | 0     | 0     | 0         | 0              | 0      | 0         | 0      |
| 2022  | ولاية بويز | 12            | 13    | 7      | 6     | 2     | 2.0   | 1         | 0     | 0     | 0         | 0              | 0      | 0         | 0      |
| 2023  | ولاية بويز | 14            | 53    | 30     | 23    | 17    | 12.5  | 2         | 0     | 0     | 0         | 0              | 0      | 0         | 0      |
| 2024  | ولاية بويز | 14            | 48    | 28     | 20    | 16    | 9.5   | 0         | 1     | 0     | 0         | 0              | 0      | 0         | 0      |
| مهنة  | مهنة       | 49            | 119   | 69     | 50    | 35    | 24.0  | 3         | 1     | 0     | 0         | 0              | 0      | 0         | 0      |

## الحياة المهنية
قالب:NFL predraft

## الحياة الشخصية
تحويل حسنين من الإسلام إلى المسيحية أثناء الحضور جامعة ولاية بويز. وقد الفضل مدربه, سبنسر دانيلسون مع تعريفه بالإيمان. شقيقة حسنين ناشطة وصحفية جيجي إبراهيم.
حسنين هو أول مصري يتم اختياره على الإطلاق في مسودة اتحاد كرة القدم الأميركي.

## روابط خارجية
- A_Hassanein91 على تويتر.
- Boise State Broncos bio

قالب:Detroit Lions roster navbox